# Apodemus chevrieri
Apodemus chevrieri е вид бозайник от семейство Мишкови (Muridae). Видът е незастрашен от изчезване.

## Разпространение
Разпространен е в Китай (Гансу, Гуейджоу, Съчуан, Хайнан, Хубей, Чунцин, Шънси и Юннан).